# Jack Sinclair (Pokerspieler)
Jack David Sinclair (* 23. Dezember 1990 in London) ist ein professioneller britischer Pokerspieler aus England. Er gewann 2018 das Main Event der World Series of Poker Europe.

## Pokerkarriere
Sinclair spielt seit 2015 professionell Poker. Anfangs spielte er ausschließlich online unter den Nicknames Swaggersorus (PokerStars), Gary.Breenstein (partypoker), Octopokes (888poker), Slam Donkerly (Full Tilt Poker) und KingKrabKlaw (iPoker).
Seine erste Geldplatzierung bei einem Live-Turnier erzielte Sinclair Mitte April 2017 bei den partypoker Millions Dusk Till Dawn in Nottingham. Im Juni 2017 war er erstmals bei der World Series of Poker (WSOP) im Rio All-Suite Hotel and Casino am Las Vegas Strip erfolgreich und kam zunächst bei zwei Turnieren der Variante No Limit Hold’em in die Geldränge. Anschließend spielte er das Main Event und erreichte mit dem achtgrößten Chipstack den Finaltisch. Während des Turniers wurde er von zwei befreundeten Pokerspielern, den Deutschen Anton Morgenstern und Philipp Gruissem, trainiert. Sinclair belegte den achten Platz und erhielt ein Preisgeld von 1,2 Millionen US-Dollar. Mitte August 2017 gewann er das Super High Roller der partypoker German Poker Championships in Rozvadov und sicherte sich aufgrund eines Deals mit Tony G ein Preisgeld von 250.000 Euro. An gleicher Stelle belegte Sinclair Anfang November 2017 den 16. Platz beim 111.111 Euro teuren High Roller for One Drop der World Series of Poker Europe für knapp 180.000 Euro. Ende Januar 2018 gewann er ein Turnier der Aussie Millions Poker Championship in Melbourne mit einer Siegprämie von mehr als 125.000 Australischen Dollar. Anfang November 2018 gewann Sinclair das Main Event der WSOP Europe in Rozvadov. Dafür setzte er sich gegen 533 andere Spieler durch und sicherte sich neben einem Bracelet eine Siegprämie von mehr als 1,1 Millionen Euro. Beim Main Event der Estrellas Poker Tour in Barcelona wurde er Mitte August 2022 Zweiter und erhielt knapp 380.000 Euro. Zwei Monate später belegte der Brite auch beim Main Event der European Poker Tour in London den zweiten Rang und sicherte sich rund 415.000 Britische Pfund.
Insgesamt hat sich Sinclair mit Poker bei Live-Turnieren mehr als 5,5 Millionen US-Dollar erspielt.